# Vízi peszérce
A vízi peszérce (Lycopus europaeus) az árvacsalánfélék (Lamiaceae) családjába tartozó gyógynövény.

## Leírása
20–120 cm magasra nő meg. A színén közép- vagy sötétzöld, fonákján szürkészöld lomblevelei keskeny tojásdad alakúak, 2–8 cm hosszúak, max. 4 cm szélesek, ülők vagy rövid nyelűek, kihegyezettek, durván és mélyen fogasak, a fogak többnyire előreirányulók. A nedves élőhelyen előforduló példányok alsó levelei inkább szárnyasan osztottak.
Virágai: az 5 összenőtt csészelevél 2–4 mm hosszú, 5 merev és hosszasan kihegyesedő foggal. A 2 porzólevél szabad, kiáll a pártából, a 4 sziromlevél csővé nőtt össze, a pártacimpák 3–6 mm hosszúak, fehérek, a három alsóra piros pontos mintázat jellemző. A magház felső állású, a virágot legyek porozzák be. Termése 4 makkocska, részterméskére esik szét, amit a víz és a vízimadarak terjesztenek.

## Élőhelye
Dombvidéki és hegyvidéki részeken a  feliszapolódó mocsarakban, nádasokban, égeres bozótokban és árkokban fordul elő. A lápokon, láperdőkben, azaz a nedves, időszakosan elárasztott, tápanyagban és bázisokban gazdag, sóderes humuszos, homokos vagy tiszta agyag- vagy tőzegtalajokon él.

## Források

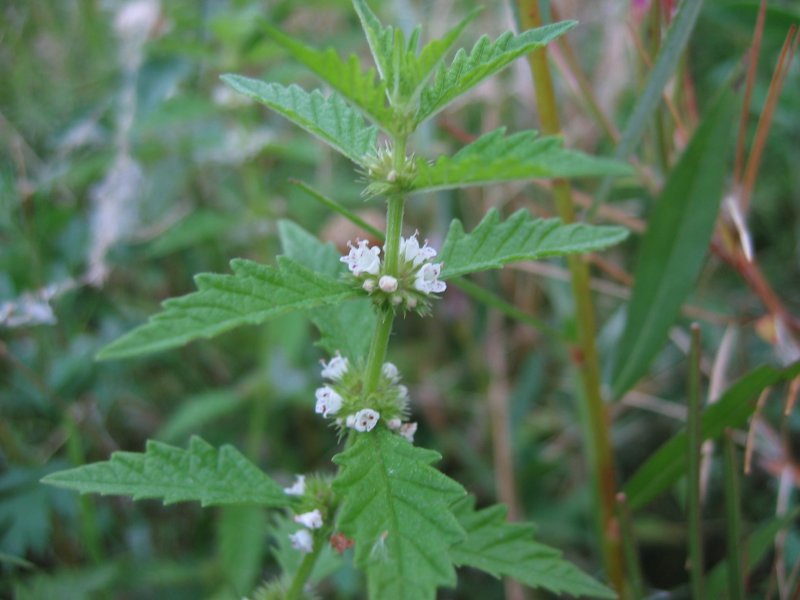